# Garlède
Pour les articles homonymes, voir Garlède (homonymie).
Garlède est une ancienne commune française du département des Pyrénées-Atlantiques. Le 25 juin 1844, la commune fusionne avec Mondebat pour former la nouvelle commune de Garlède-Mondebat.

## Géographie
Garlède, à quinze kilomètres au nord de Pau fait partie du Vic-Bilh.

## Toponymie
Le toponyme Garlède apparaît sous les formes 
Garaleda (1101, cartulaire de Lescar), 
Galarede (1385, censier de Béarn), 
Garralede et Garrelede 1443 pour les deux formes, contrats de Carresse), 
Garlade (1546, réformation de Béarn) et 
Garlede (1793 et 1801, Bulletin des Lois pour la dernière date).

## Histoire
Paul Raymond note qu'en 1385, Garlède comptait douze feux. À cette époque, Claracq et Garlède ne formaient qu'une seule et même paroisse, dépendant de la baronnie de Mondebat. Celle-ci, créée en 1658, comprenait Garlède, Lalonquette et Mondebat, et était vassale de la vicomté de Béarn. Mondebat dépendait du bailliage de Pau.

## Démographie
| 1793 | 1800 | 1806 | 1821 | 1831 | 1836 |
| ---- | ---- | ---- | ---- | ---- | ---- |
| 185  | 217  | 376  | 326  | 248  | 269  |

## Culture locale et patrimoine

### Patrimoine civil
Le village présente un ensemble de demeures et de fermes des XVIIe et XIXe siècles.
Le moulin de Garlède date de 1761.

### Patrimoine religieux
L'église Saint-Martin date partiellement du XIIe siècle. 
Elle recèle des objets, 
une peinture murale 
et du mobilier inscrits à l'Inventaire général du patrimoine culturel.

## Pour approfondir